# شتوکز
شتوکز (به آلمانی: Stöckse) یک شهر در آلمان است که در نینبورگ واقع شده‌است. شتوکز ۱٬۴۱۱ نفر جمعیت دارد.